# Джон Генрі Твахтман
Джон Генрі Твахтман (також Туоктмен, Туактман, англ. John Henry Twachtman; 4 серпня 1853, Цинциннаті — 8 серпня 1902 Глостер, Массачусетс) — американський художник, який працював в жанрах тоналізму й імпресіонізму.

## Біографія
Твахтман почав вивчати живопис під керівництвом Френка Дювенека. У 1875 році він, як й інші молоді американські художники, їде для продовження освіти в Європу. Навчався в Мюнхенській Академії мистецтв, потім жив у Венеції. Писав переважно пейзажі.
Після недовгого перебування в США художник знову приїжджає в Європу. Він продовжує своє навчання в Парижі (в 1883—1885 роках). Тут відточується майстерність Твахтмана, володіння кольором з усіма його відтінками. В 1886 майстер повертається на батьківщину і живе на фермі поблизу Грінвича в штаті Коннектикут. Сама ферма, її будинок, сад і город багаторазово відображені в пейзажних полотнах Твахтмана, на яких художник створює свій індивідуальний, імпресіоністичний стиль.
З 1889 року і до самої смерті Твахтман викладав живопис на курсах Художньої Студентської ліги. Входив до створеної в 1897 році в Нью-Йоркської імпресіоністської групи Десяти американських художників.
Помер 8 серпня 1902 року в Глостері. Похований на міському кладовищі Oak Grove Cemetery.

## Галерея

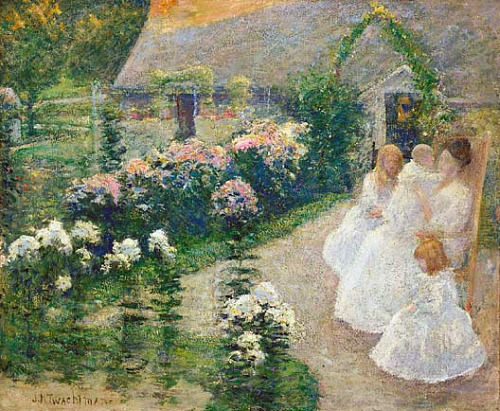
На терасі (1890).
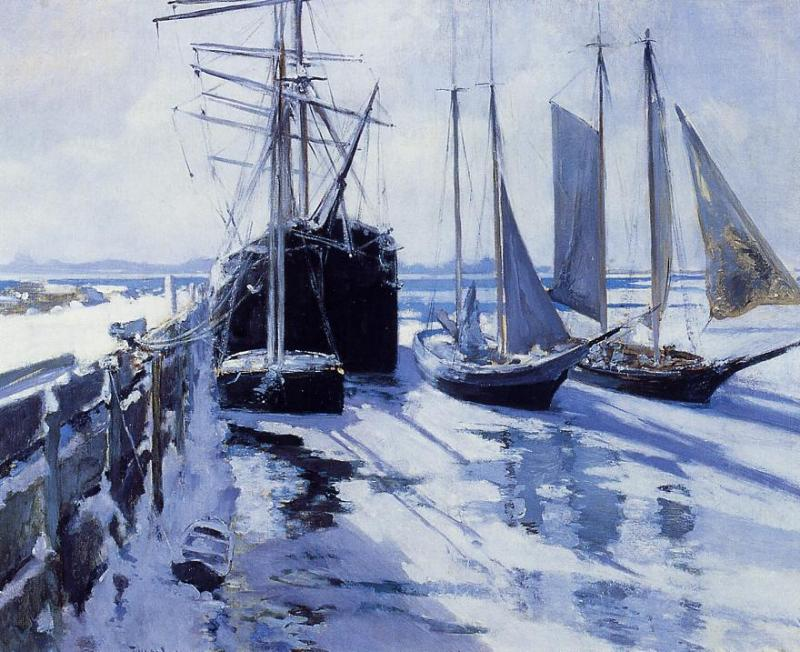
Зима в Коннектикуті.
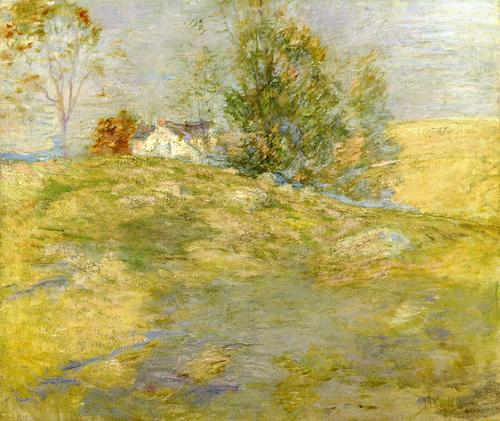
Будинок художника в Гринвічі восени (1890).
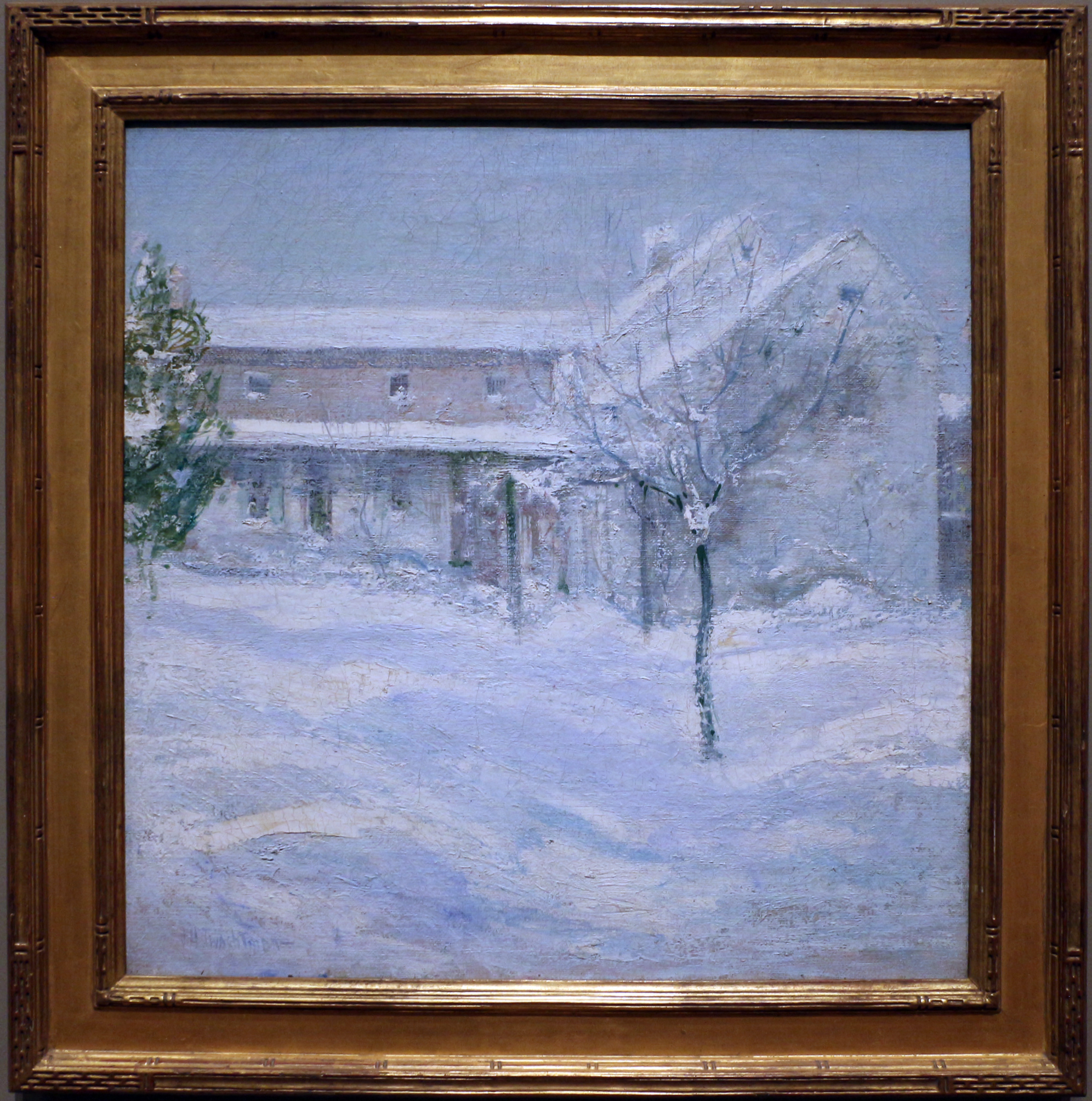
Старий дім.
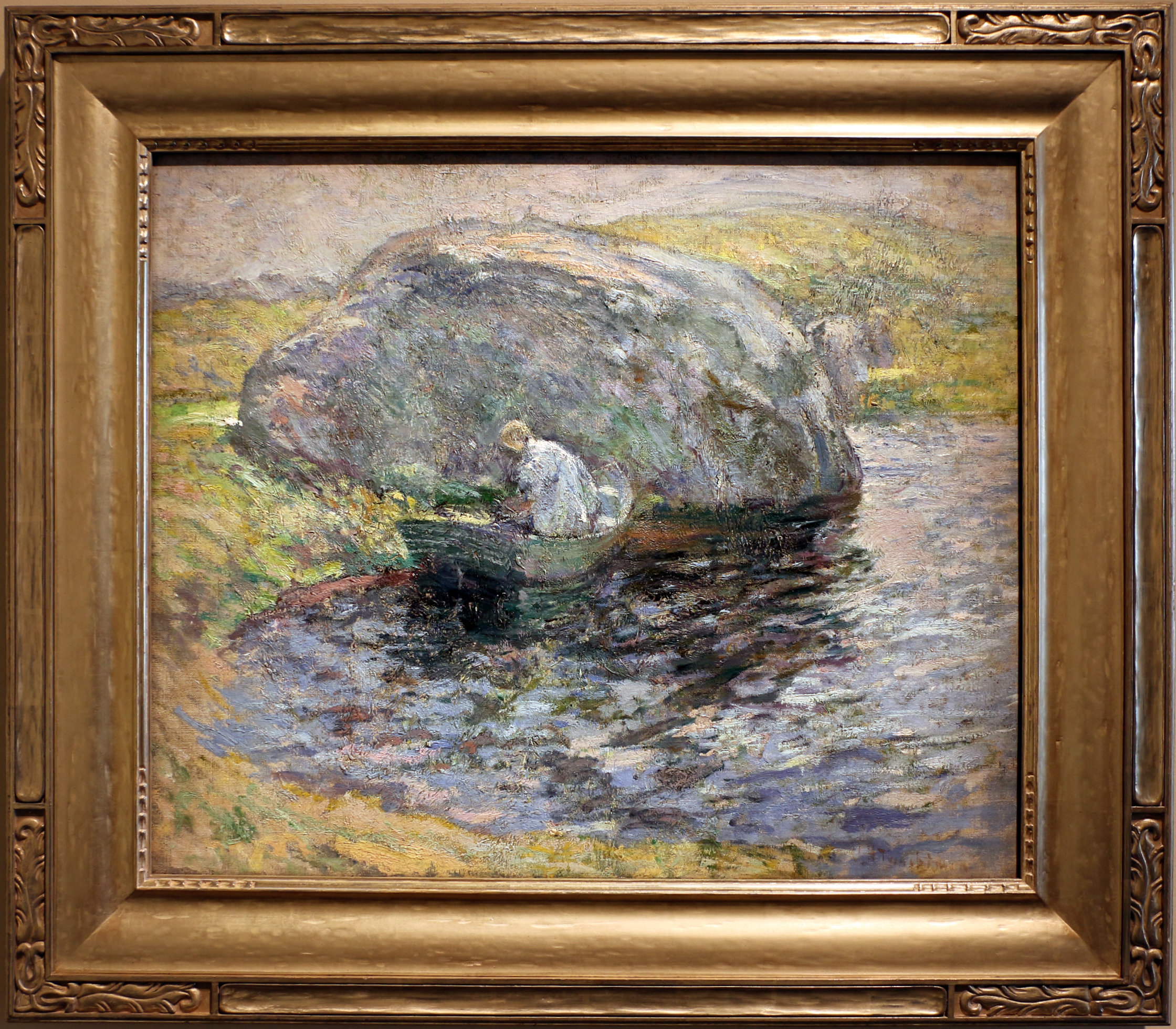
Літній день.
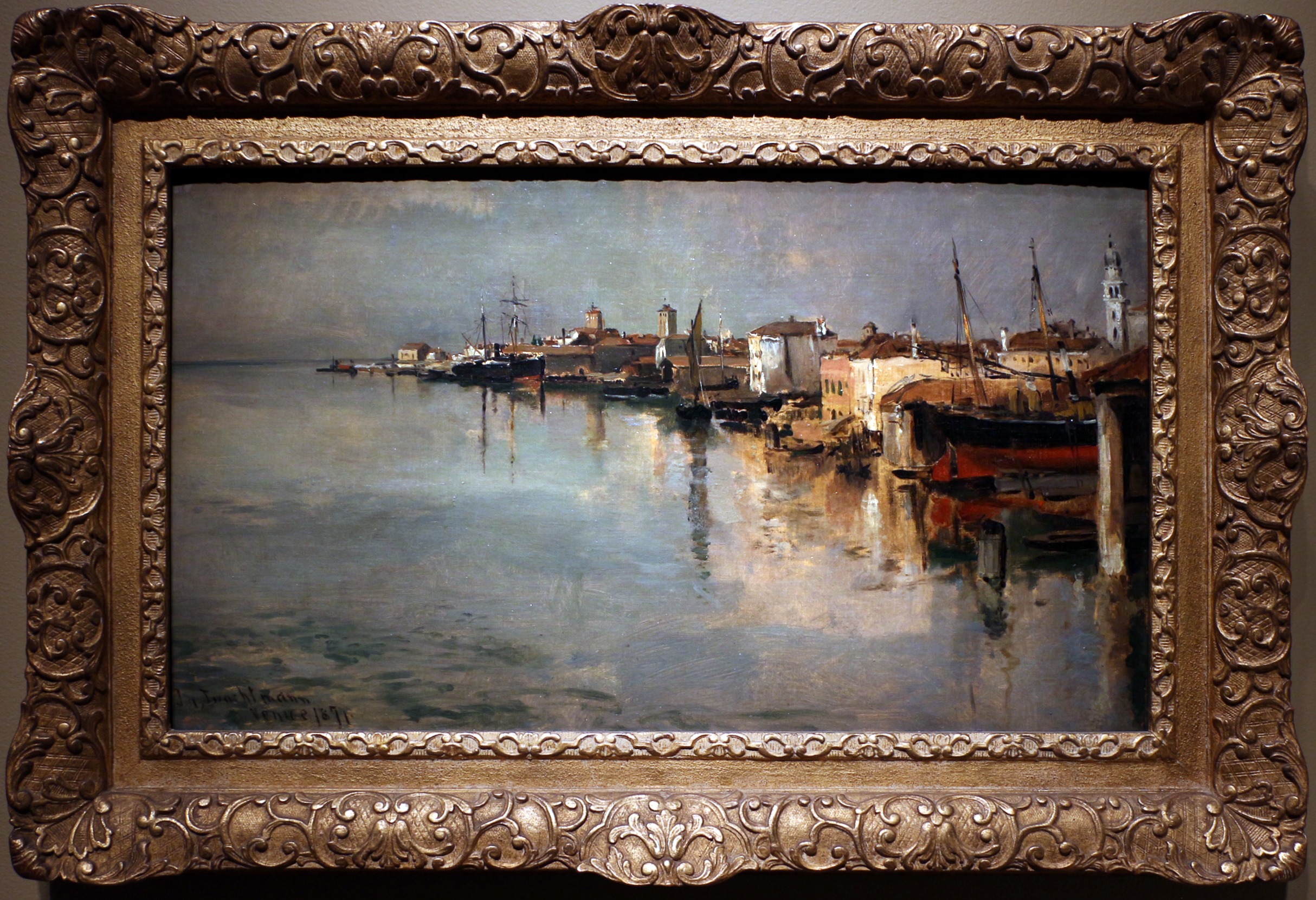
Вид Венеції.
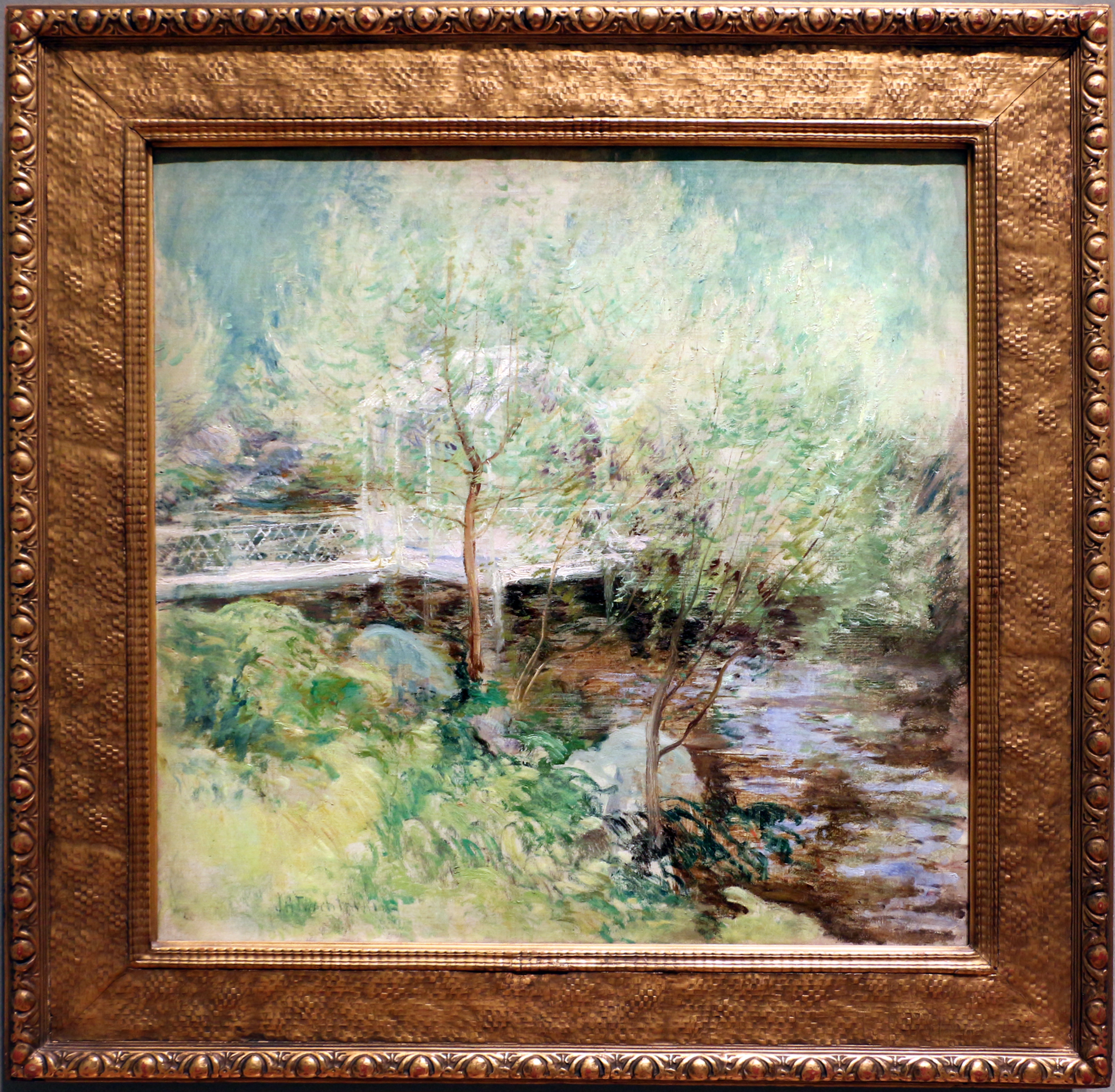
Білий міст.
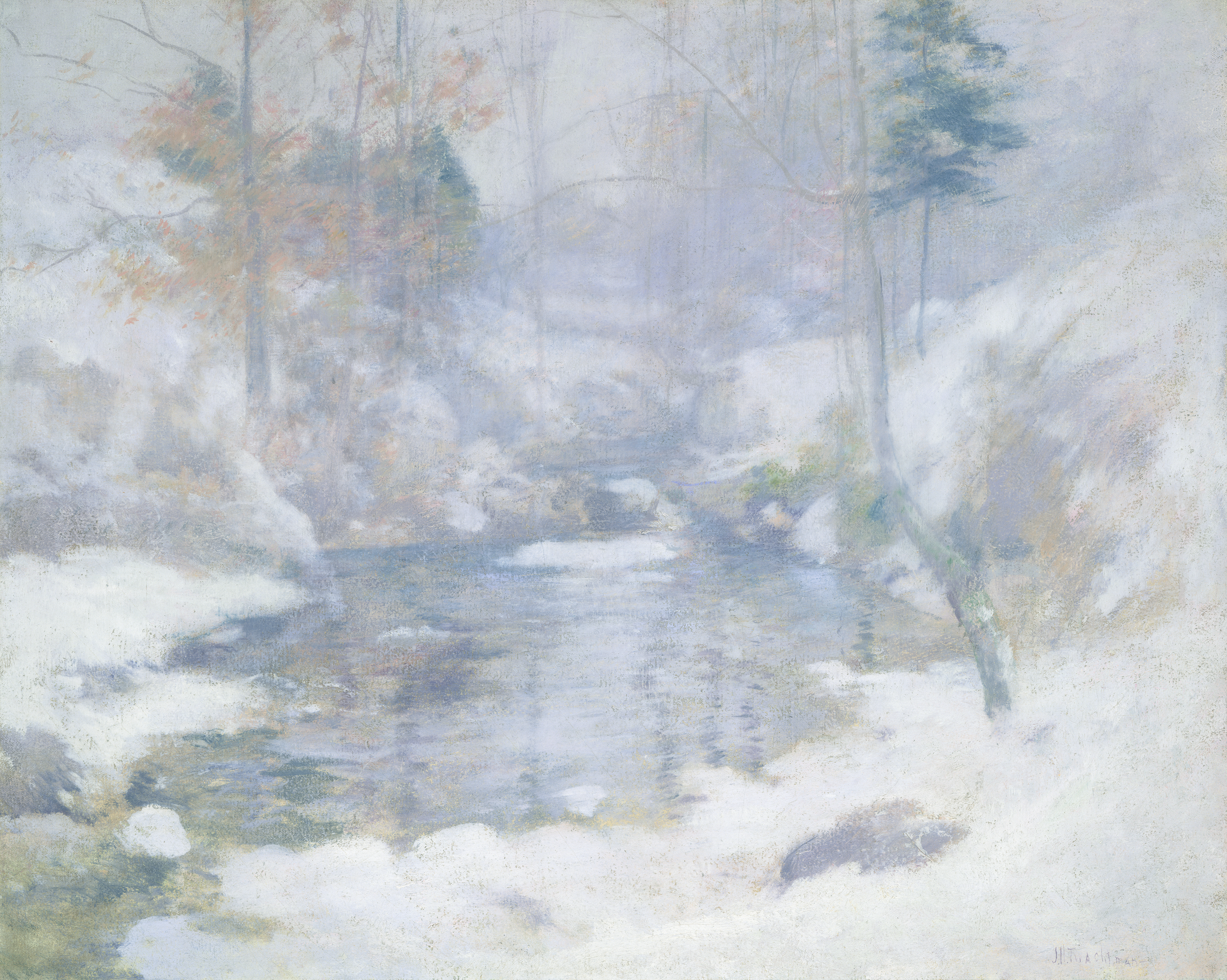
Зимова гармонія.
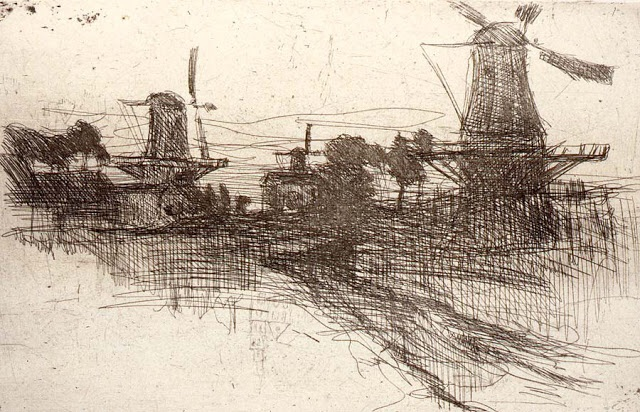
Вечір в Дордрехті.
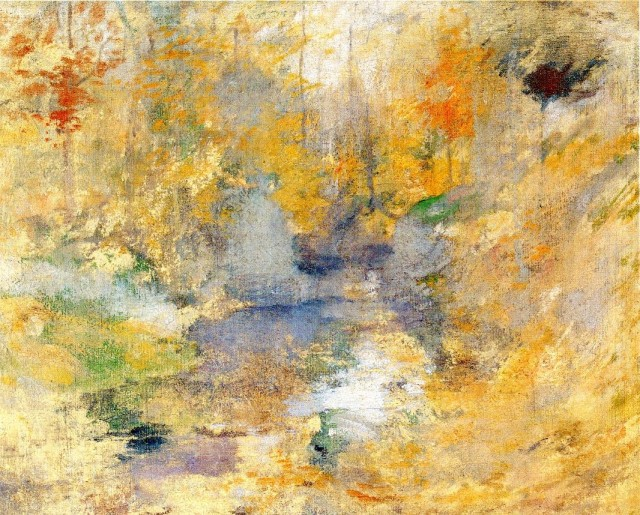
Ставок Хемлок. Осінь.
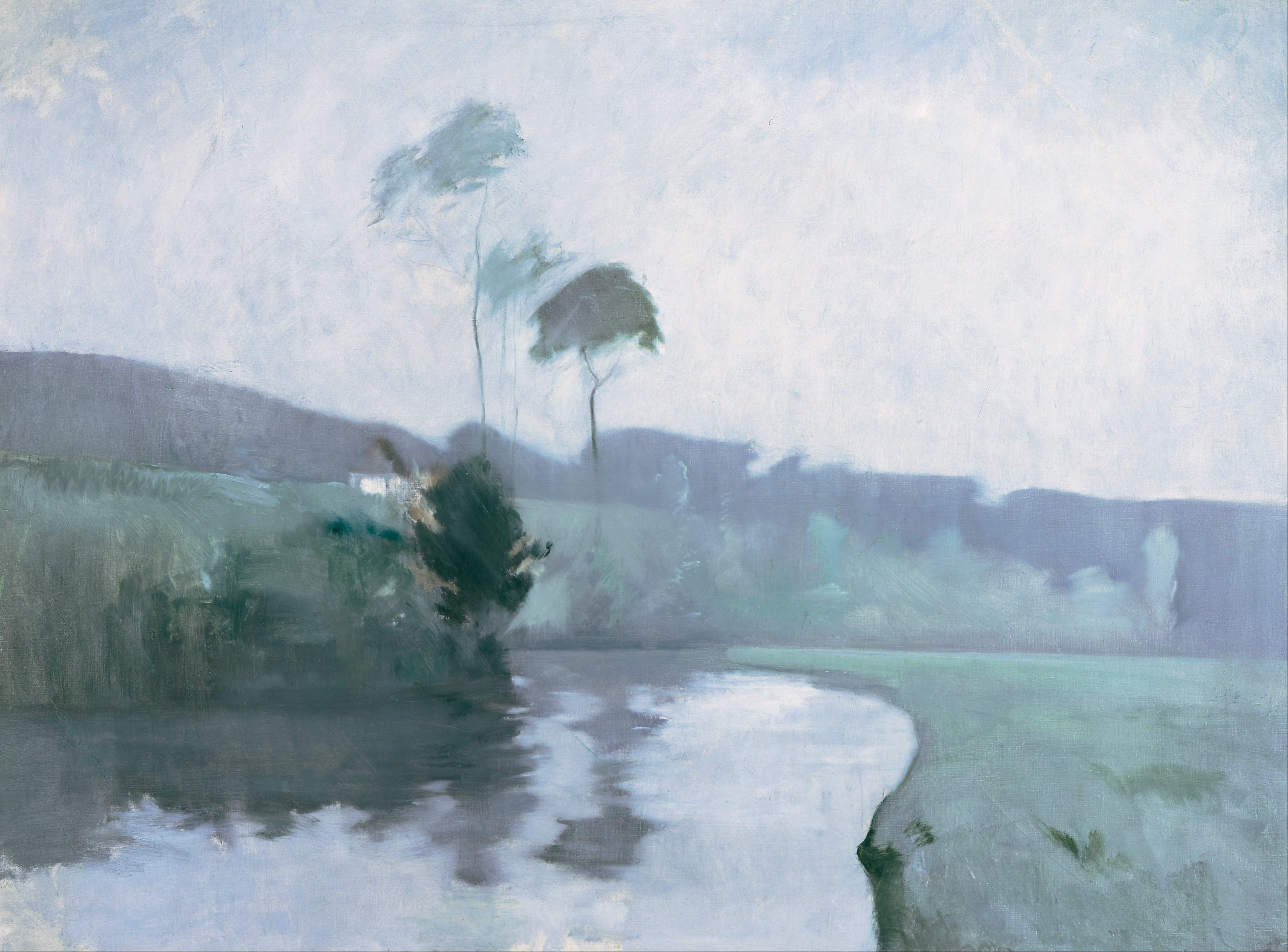
Весняна пора.
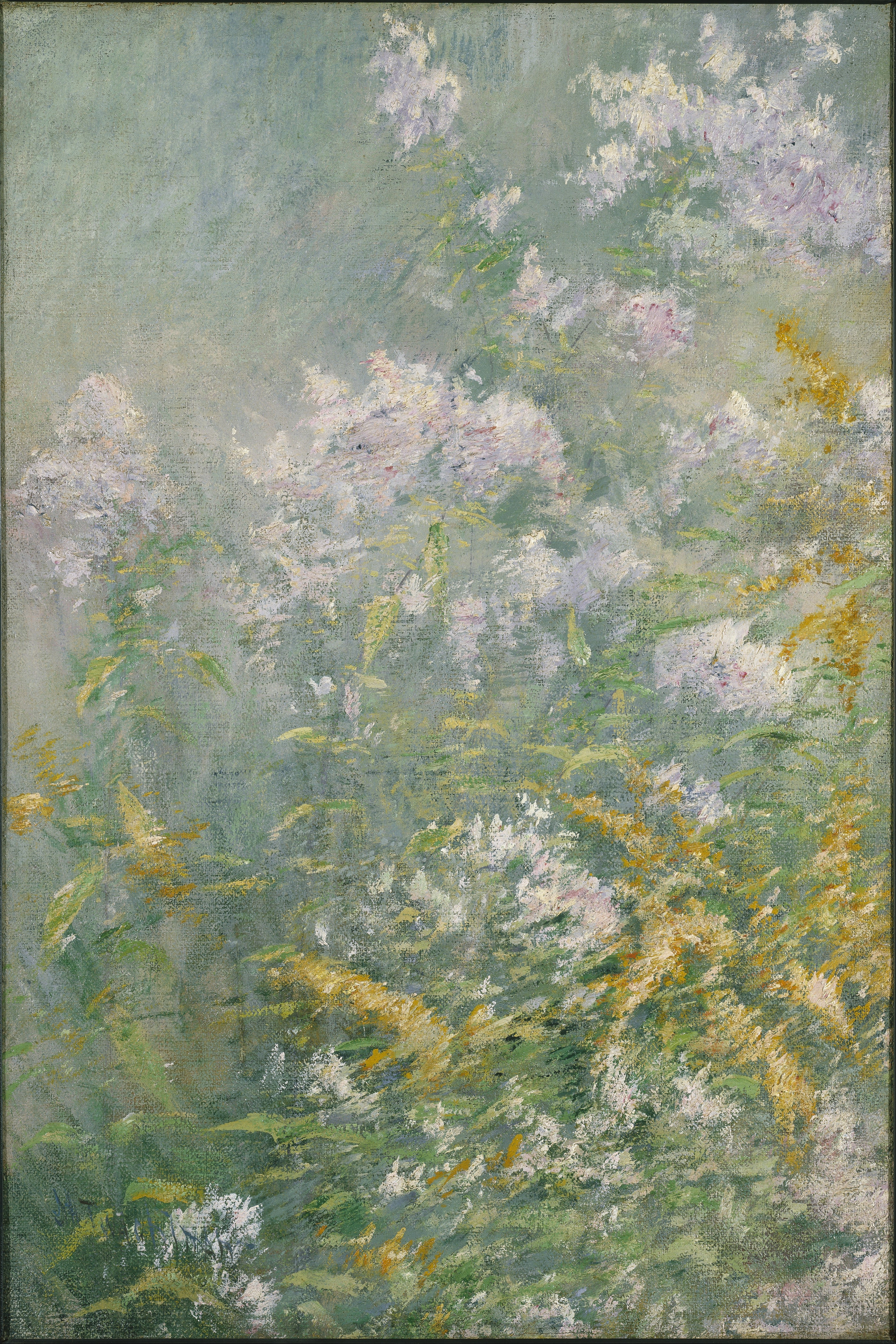
Лугові квіти.
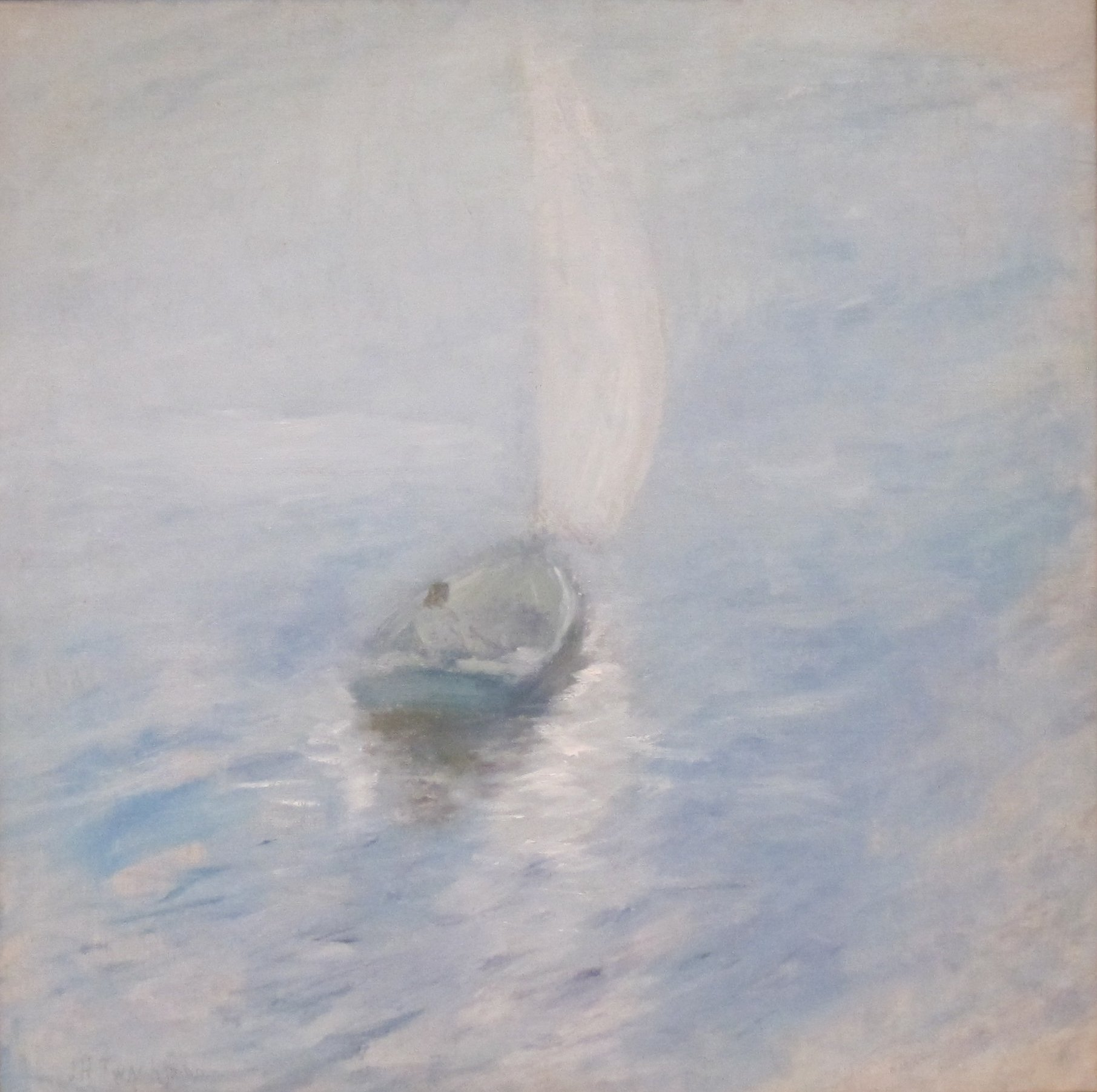
Плавання в тумані.